# Ulrich von Jungingen

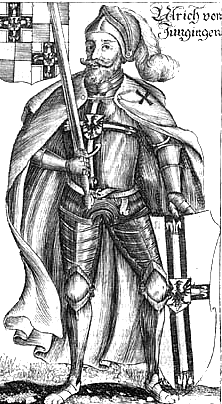
Ulrich von Jungingen jak jej v 17. století zobrazil Christoph Hartknoch

Oldřich z Jungingenu (německy Ulrich von Jungingen, 8. ledna 1360 – 15. července 1410) byl 26. velmistr řádu německých rytířů.
Post zastával od roku 1407 až do své smrti. Jeho politika střetu s Litevským velkoknížectvím a Polským královstvím vyústila v polsko-litevsko-teutonskou válku a vedla ke katastrofální porážce řádu v bitvě u Grunwaldu.

## Život
Oldřich byl potomek švábského šlechtického rodu Jungingenů. Pravděpodobně se narodil na hradě Hohenfels. Společně se svým starším bratrem Konrádem byli jako mladší synové vyloučeni z nástupnictví. Vstoupili tedy do Řádu německých rytířů a přestěhovali se do řádové země Prusko. Ulrich bydlel ve Schlochau a stal se komturem z Balgy. Jeho kariéra těžila z úspěchů svého bratra, který byl v roce 1393 zvolen velmistrem řádu.

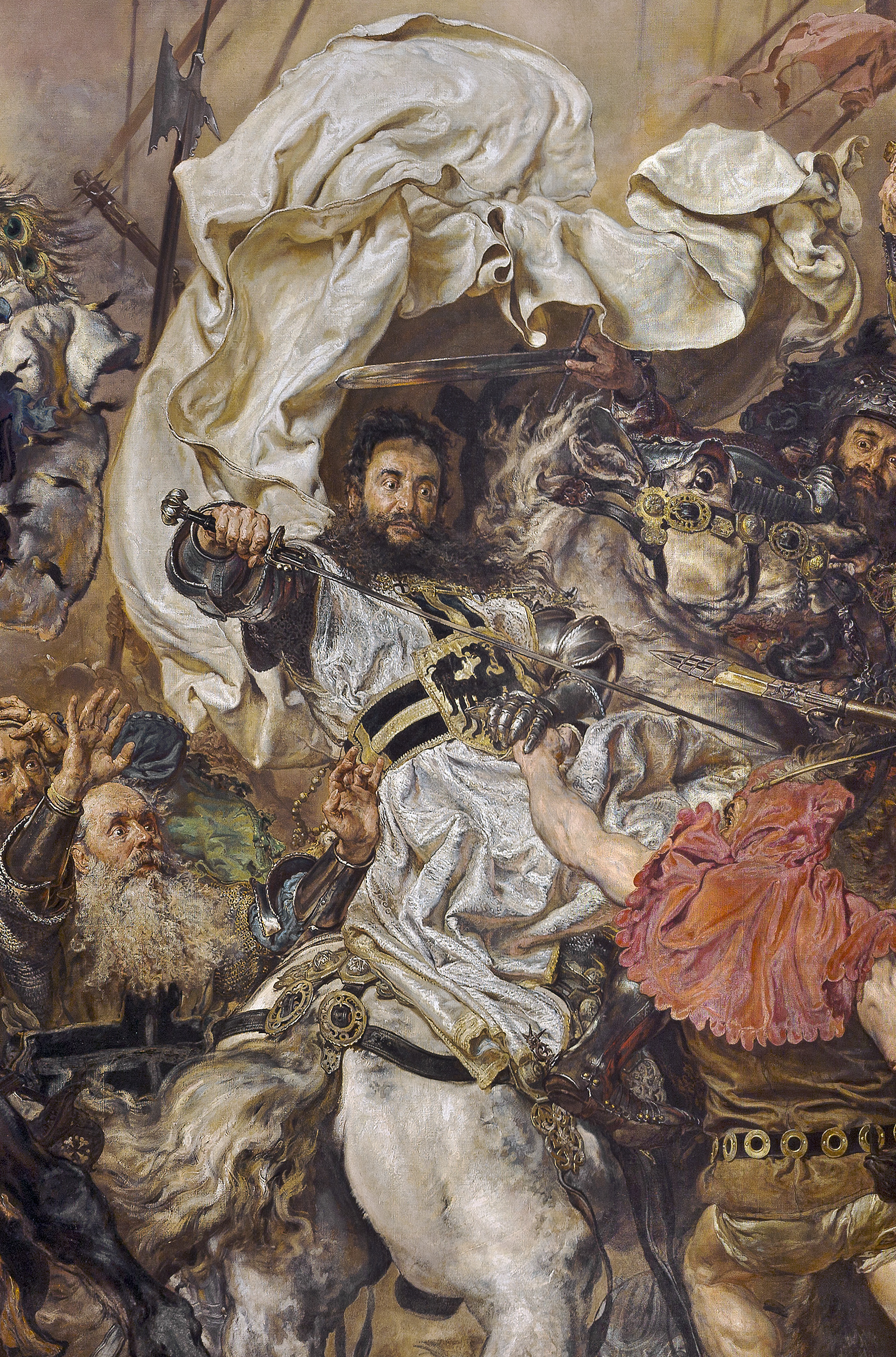
Ulrichova smrt. Detail obrazu od Jana Matejka

V roce 1404 byl Ulrich jmenován ordensmarschallem (vojenským vůdcem) a komturem z Königsbergu. Musel se vypořádat s řadou žmuďských povstání. Po náhlé Konrádově smrti byl 26. června 1407 zvolen 26. velmistrem řádu.
Situace ve Žmudi zůstávala napjatá, podněcovaná velkoknížetem Vytautasem, který zamýšlel využít zmatku ke znovuzískání zemí postoupených řádu. Nový velmistr navíc "zdědil" narůstající konflikt s Vytautasovým bratrancem, polským králem Vladislavem II. Jagellem.
Polský velvyslanec arcibiskup Mikołaj Kurowski varoval, že jakýkoliv útok na Litevské velkoknížectví povede k ozbrojenému konfliktu s Polskem. I přes hrozbu války na dvou frontách, Ulrich připravoval preemptivní úder. Uzavřel spojenectví se Zikmundem Lucemburským a ve Svaté říši římské najal žoldáky, aby 6. srpna 1409 vyhlásil Polsku válku.
Konflikt vyústil v bitvu u Grunwaldu, kde byl 15. července 1410 zabit v boji.